# Matroska
A Matroska szabad és nyitott forráskódú multimédiás konténerformátum, amely hasonló az Apple QuickTime, MPEG MP4 vagy a Microsoft ASF formátumához. A matrjoska-babáról nevezték el.
A projektet 2002. december 7-én jelentették be, miután az MCF (Multimedia Container Format) fejlesztői nem értettek egyet abban, hogy bináris, vagy EBML (Extensible Binary Meta Language) leíró nyelvet használjanak. A Matroska-projekt alapítói úgy vélték, az EBML használata sokkal előnyösebb, és végül kiváltak az MCF csapatból.

## Törekvések
Az EBML jól bővíthető, továbbfejleszthető formátum, így jövőbeli igényekhez könnyebben tud alkalmazkodni a Matroska is. A projekt jelenlegi célja a következő:
- modern, flexibilis, platformfüggetlen multimédiás formátum létrehozása
- robusztus stream (adatfolyam) támogatás
- eszközök létrehozása, melyek segítségével készíthetők, és szerkeszthetők a Matroska fájlok
- programkönyvtárak létrehozása, aminek a segítségével a fejlesztők is kihasználhatják a Matroska formátumot
- hardvergyártókkal közösen létrehozni Matroska-képes beágyazott multimédiás eszközöket
- natív támogatás több operációs rendszeren, és platformon

Maga a formátum nyílt forráskódú, szabadon felhasználható.

### Támogatás
Több szoftver, program is elérhető a piacon, ami támogatja ezt a formátumot, így pl. a VLC media player, az MPlayer, Windows 10-től a Windows Media Player is. Viszont sok elterjedt lejátszó (pl. Winamp) jelenleg legfeljebb csak kiegészítőkkel (add-on) képes ilyen file-ok megnyitására. Hardveresen mind a Samsung, LG, Sharp, Archos egyes termékei támogatják ezt a formátumot, sőt a Nokia N8-as telefonjában is megjelent ez a funkció.

## Konkurens konténerformátumok
- AVI (Audio Video Interleave) A Microsoft régi, de elterjedt konténerformátuma
- DivX Media Format, a DivX, Inc. (kiterjesztése .divx)
- MPEG-4 Part 14
- NUT szabadalom-szabad nyitott forrású és kiterjeszthető multimédiás konténerformátum
- OGM (Ogg Media File) Videót, audiót és feliratot tartalmazó univerzális konténerformátum (Xiph.org)
- ratDVD